# يوحنان سيمون
يوحنان سيمون (بالعبرية: יוחנן סימון‏) (3 نوفمبر 1905- 16 يناير 1976) رسام إسرائيلي ألماني المولد.

## سيرة شخصية
ولد في عام 1905 في برلين. وبدءا من عام 1927 عاش بشكل رئيسي في فرنسا. وابتداء من عام 1934 عمل في نيويورك لصالح مجلة فوغ. وفي عام 1936 هاجر إلى فلسطين تحت الانتداب البريطاني. وحتى عام 1953 كان عضوا في كيبوتس جان شموئيل. وقام بتنفيذ عدد من الجداريات لسفن إسرائيلية ومباني عامة وفنادق، بما في ذلك مكاتب بنك إسرائيل في نيويورك وفندق في كوت ديفوار. كما عمل في رسم الكتب المصورة وتصمم ديكورات المسرح.

## التعليم
- مدرسة ماكس بيكمان للفنون [2] في فرانكفورت.
- أكاديمية الفنون الجميلة في ميونيخ.
- 1931-1934: مدرسة الفنون الجميلة في باريس.

## الجوائز
- 1945-46 جائزة ديزنغوف للرسم والنحت، بلدية تل أبيب - يافا، تل أبيب.
- 1951 جائزة مؤتمر الثقافة اليهودية، مدينة نيويورك.
- 1952 جائزة زخرون يعقوب.
- 1953 جائزة ديزنغوف للرسم والنحت، بلدية تل أبيب - يافا، تل أبيب.
- 1956 جائزة اللجنة الأولمبية الإسرائيلية.
- 1958 جائزة رمات جان.
- 1960 جائزة الهستدروت.
- 1961 - جائزة ديزنغوف للرسم والنحت، بلدية تل أبيب - يافا، تل أبيب.

## معارض مختارة
- 1948 بينالي البندقية.
- بينالي البندقية عام 1958.
- 1953 ساو باولو.